# Zhenru-Tempel (Shanghai)

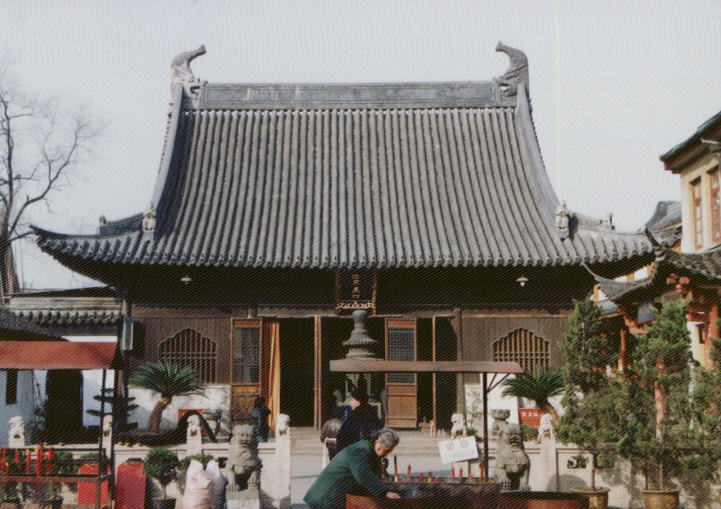
Tempel

Der Zhenru-Tempel (chinesisch 真如寺, Pinyin Zhēnrú sì, englisch Zhenru Temple) befindet sich in der Großgemeinde Zhenru des Stadtbezirks Putuo im Nordwesten von Shanghai. 
Der Tempel wurde im Jahr 1320 in der Zeit der Mongolen-Dynastie erbaut. Seine Haupthalle bzw. Große Halle (Dadian) ist das älteste in Shanghai erhaltene Gebäude in Ständerbauweise (wood frame building).
Der Tempel geht bis auf die Zeit der Südlichen Song-Dynastie zurück. Sein ursprünglicher Name war Wannian-Tempel (万寿寺), er wurde auch Damiao (大庙) („Großer Tempel“) genannt.
Die Haupthalle des Zhenru-Tempels (真如寺大殿,  Zhenru si Dadian) steht seit 1996 auf der Liste der Denkmäler der Volksrepublik China (4-120).